# モルガン・サンソン
モルガン・サンソン（Morgan Sanson, 1994年8月18日 - ）は、フランス・サン＝ドゥルシャール出身のサッカー選手。OGCニース所属。ポジションはミッドフィールダー。

## 経歴

### クラブ
ル・マンFCの下部組織出身。2012年4月にディヴィジョン4に所属するセカンドチームに昇格し、2012年8月3日にリーグ・ドゥのディジョンFCO戦でトップチームデビューを果たした。
2013年6月12日、モンペリエHSCへ完全移籍した。移籍金は700万ユーロ。
2017年1月17日、オリンピック・マルセイユへ4年半契約で完全移籍。
2021年1月26日、アストン・ヴィラFCへ4年半契約での完全移籍を発表。

### 代表
世代別代表ではフランス代表に選出され、U-21フランス代表では背番号10を背負った。